# Čestný kříž německé matky

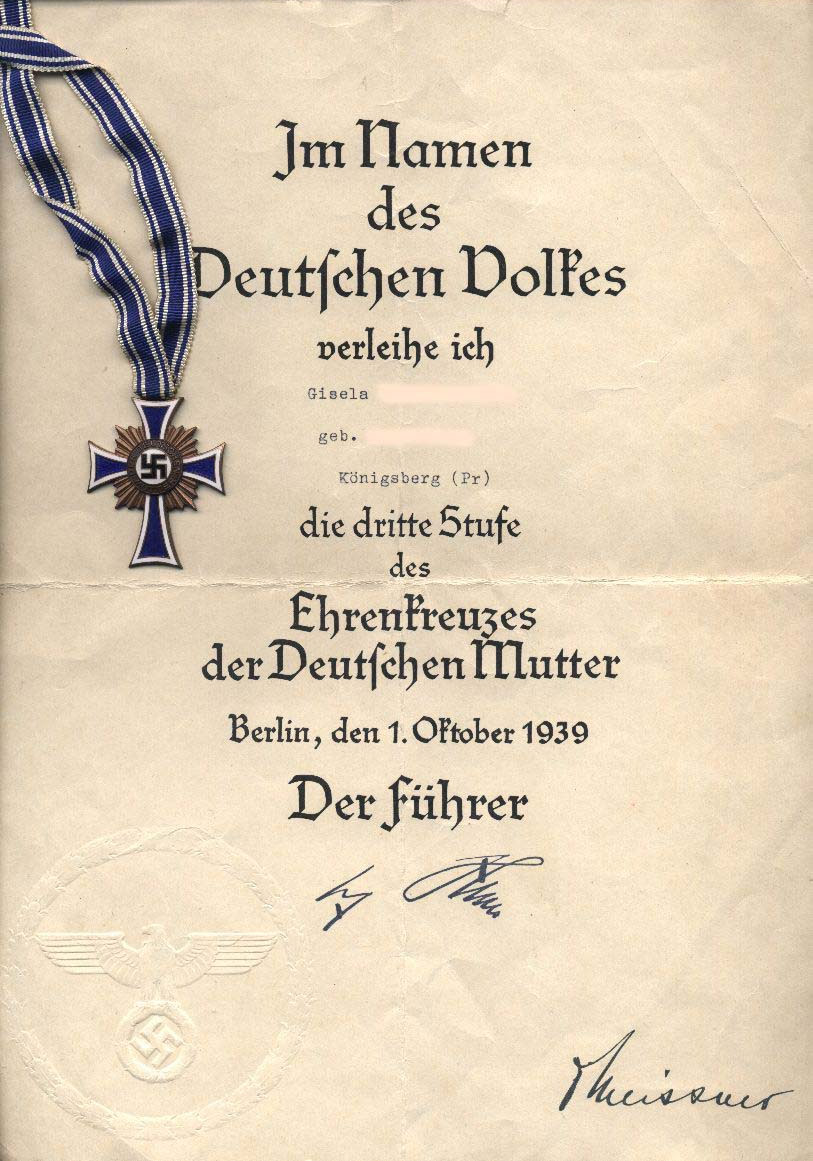
Darovací dekret a bronzový Mutterkreuz

Čestný kříž německé matky (Ehrenkreuz der deutschen Mutter nebo častěji jen Mutterkreuz, česky někdy označovaný "mateřák"), bylo vyznamenání nacistické strany v období třetí říše.
Vyznamenání bylo založeno 16. prosince,1938 jako součást Hitlerova plánu na zvýšení populace árijské rasy, takže pouze ženy s čistým árijským původem mohly obdržet toto vyznamenání. Udělitelnost byla později rozšířena na Volksdeutsche matky z, například, Rakouska nebo Sudet, které byly dříve přičleněny k Německé Říši. Existovaly pravděpodobně tři třídy tohoto kříže:
- Bronzový –  pokud matka porodila alespoň čtyři potomky
- Stříbrný – pokud matka porodila alespoň šest potomků
- Zlatý – pokud matka porodila alespoň osm potomků

Kříže byly udělovány 12. srpna ku příležitosti narození Hitlerovy matky a druhé neděle v květnu (mateční neděle), první byl udělen roku 1939.
Matkám, které kříž obdržely, bylo při přehlídkách na ulici příslušníky Hitlerjugend salutováno za službu Německu.